# Baluchiska
Baluchiska (بلۏچی, balochi) är ett nordvästiranskt språk, ingående i den bredare familjen indoariska språk. Baluchiska är baluchernas huvudsakliga språk och talas också som ett andra språk av de flesta brahuier.
Baluchiska har likheter med medelpersiska och partiska, men uppvisar också tydliga skillnader.
Språket kan anses som makrospråk som delas i tre olika lokala språk:
- Västbaluchi (1,2 miljoner talare)
- Östbaluchiska (3,5 miljoner talare)
- Sydbaluchiska (2,9 miljoner talare)

Baluchiska kan i Sverige studeras vid Uppsala universitet.

## Utbredning
Baluchiska är det huvudsakliga språket i ett område i Asien som sträcker sig från Mary i Turkmenistan och söderut till Persiska viken, från Sistan i Iran österut längs Helmand i Afghanistan, genom Makran i Pakistan österut nästan ända till floden Indus, inklusive i söder staden Karachi.
Antalet modersmålstalare är cirka fem miljoner.

## Fonologi

### Konsonanter
|             | Labial | Dental-alveolar | Postalveolar | Palatal | Retroflex | Velar      | Glottal |
| ----------- | ------ | --------------- | ------------ | ------- | --------- | ---------- | ------- |
| Nasal       | m      | n               |              |         |           |            |         |
| Klusil      | p \| b | t \| d          |              |         | ʈ \| ɖ    | k \| g     |         |
| Affrikat    |        |                 | t͡s \| d͡z     |         |           |            |         |
| Frikativ    | (f)    |                 |              | ʃ \| ʒ  |           | (x) \| (ɣ) | h       |
| Tremulant   |        | r               |              |         | ɽ         |            |         |
| Lateral     |        | l               |              |         |           |            |         |
| Approximant | w      |                 |              | j       |           |            |         |

Källa:

### Vokaler
|              | Främre | Central | Bakre |
| ------------ | ------ | ------- | ----- |
| Sluten       | i      |         | u     |
| Mellansluten | e      |         | o     |
| Öppen        |        | a       |       |

Vokaler [e], [o] och [a] kan också realiseras som långa.
Källa:

## Skriftspråk
Språket saknade före 1800-talet skriftspråk. Brittiska språkvetare introducerade då en skrift baserat på det latinska alfabetet, vilket dock delvis trängdes undan mot slutet av seklet av persisk skrift (Nastaaliq) och även arabisk skrift (Naskh). Numera dominerar den persiska skriftvarianten av baluchiska. Endast en mindre del av språkets användare kan skriva eller läsa på detsamma. I Quetta och Karachi utgives också några tidningar på baluchi. Latinska alfabetet används mestadels av de balucher som inte bor i Afghanistan, Pakistan eller Iran.

## Exempel på språkets ordförråd
- Salaam = hej
- Khodaa haafez (washen) = hejdå
- Boro loga = gå hem
- Chark = cykel
- Roch = sol, dag
- Shap = natt
- Raah = väg
- Ges, loga = hus, boplats
- Gwaazi = spel
- Gwanjaak= tuggummi
- Nushaabe = cola, dricka
- waraak = mat
- Naan = mat, bröd
- Top = boll
- Asmaan = himmel
- Hodaa = gud
- Jehandom = helvetet
- Sheytaan = djävulen, buse
- Gosht = kött
- Paad = fot
- Dast = hand
- Chamm = öga
- Eynak = glasögon
- Changol = finger
- Ketaab = bok